# Перес, Хосе
Хосе Перес (исп. José Pérez; 1898 — 5 декабря 1920) — уругвайский футболист, нападающий, многократный чемпион Южной Америки и Уругвая по футболу.

## Карьера
Хосе Перес на клубном уровне выступал за «Пеньяроль» на протяжении всей карьеры.
Хосе Перес был в заявке сборной Уругвая на Кубке Америки 1916 года. Уругвай выиграл турнир, но Перес не сыграл ни в одном матче.
На следующем чемпионате Южной Америки 1917 года он играл с Чили, с Бразилией и с Аргентиной. Уругвай снова выиграл трофей.
На Кубке Америки 1919 году Уругвай стал вице-чемпионом Южной Америки. Перес выступил во всех 4 матчах — с Аргентиной, с Чили (забил гол), и в двух матчах с Бразилией.
В следующем году он в последний раз принял участие в турнире Кубке Америки. Уругвай выиграл чемпионат континента, а Перес сыграл во всех 3 матчах — с Аргентиной, Бразилией (забил 2 гола) и Чили (забил гол). Он стал лучшим бомбардиром турнира.
Перес сыграл за сборную Уругвая 28 матчей и забил шесть голов.

## Титулы
- Чемпион Уругвая (1): 1918
- Чемпион Южной Америки (3): 1916, 1917, 1920